# MDR交響楽団
MDR交響楽団（ドイツ語: MDR Sinfonieorchester）は、ドイツ連邦共和国ザクセン州ライプツィヒに本拠を置く中部ドイツ放送 (MDR) 所属オーケストラである。日本語で「中部ドイツ放送交響楽団」ともいう。

## 沿革
以前は「ライプツィヒ放送交響楽団」と称していた。ライプツィヒ放送交響楽団の創立は1923年である。
ドイツ再統一に伴う放送局の再編によって中部ドイツ放送協会が誕生したのを機に、「ライプツィヒ放送フィルハーモニー管弦楽団」がライプツィヒ放送交響楽団へと合併される形で1992年に再編され、現在の名称になった。

## 歴代指揮者
- カール・シューリヒト（1931～1933年）
- ヘルマン・アーベントロート（1949～1956年）
- ヘルベルト・ケーゲル（1953～1977年）
- ヴォルフ＝ディーター・ハウシルト（1978～1985年）
- マックス・ポンマー（1987～1991年）
- ダニエル・ナザレス（1992～1996年）
- マルチェッロ・ヴィオッティ(1996～1999年)[1]
- マンフレート・ホーネック(1996～1999年)[1]
- ファビオ・ルイージ（1996～2007年）
- 準・メルクル（2007～2012年）[1]
- クリスティアン・ヤルヴィ（2012～2018年）[2]
- デニス・ラッセル・デイヴィス(2020年～ )[3][4]

## 録音
レコーディングは、アーベントロート指揮でドイツ・シャルプラッテン・レーベルに多く存在する。最近ではルイージとのマーラー交響曲シリーズなどがある。